# روبرت لورانس
روبرت لورانس (بالإنجليزية: Robert Lawrence) هو مونتير كندي، ولد في 9 نوفمبر 1913 في مونتريال في كندا، وتوفي في 19 سبتمبر 2004 في ماديسون في الولايات المتحدة.

## وصلات خارجية
- روبرت لورانس على موقع IMDb (الإنجليزية)
- روبرت لورانس على موقع ألو سيني (الفرنسية)
- روبرت لورانس على موقع أول موفي (الإنجليزية)
- روبرت لورانس على موقع قاعدة بيانات الأفلام السويدية (السويدية)
- روبرت لورانس على موقع قاعدة بيانات الفيلم (الإنجليزية)
- روبرت لورانس على موقع كينوبويسك (الروسية)